# Oberamt Uffenheim
Das Oberamt Uffenheim war eines von den 15 Verwaltungsgebieten des Fürstentums Ansbach.
Ab 1791/92 wurde das Fürstentum Ansbach vom preußischen Staat als Ansbach-Bayreuth verwaltet. Damit ging das Oberamt Uffenheim in dem Uffenheimer Kreis auf.

## Lage
Das Oberamt Uffenheim hatte kein zusammenhängendes Gebiet. Es grenzte im Westen an das Oberamt Creglingen und den Hochstift Würzburg, im Osten an das brandenburg-bayreuthische Oberamt Hoheneck, im Süden an die Reichsstadt Rothenburg und Oberamt Hoheneck im Norden an das Fürstentum Schwarzenberg und dem Hochstift Würzburg.

## Struktur
Das Oberamt Uffenheim setzte sich zusammen aus dem Kasten- und Stadtvogteiamt Uffenheim, dem Kastenamt Mainbernheim, dem Kastenamt Prichsenstadt, das Kastenamt Castell oder Kleinlankheim und dem Vogteiamt Giebelstadt. Jedes Amt war gleichzeitig ein Fraischbezirk.
Im Oberamt Uffenheim lagen 59 Orte, darunter 3 Städte, 2 Marktflecken, 18 Pfarrdörfer, 7 Kirchdörfer, 1 Schloss, 10 Weiler und 18 einzelne Höfe oder Mühlen. Insgesamt gab es 2178 Untertansfamilien, 1575 waren ansbachisch, 603 fremdherrisch.

### Kasten- und Stadtvogteiamt Uffenheim
Das Kasten- und Stadtvogteiamt Uffenheim hatte in folgenden Orten Grundherrschaften (in Klammern Anzahl der Anwesen, über die das Amt Uffenheim grundherrliche Ansprüche hatte, dann Gesamtzahl der Anwesen):
Adelhofen (43/43), Auernhofen (31/31), Brackenlohr (9/10), Custenlohr (26/27), Equarhofen (36/45), Ergersheim (36/129), Ermetzhofen (22/48), Geleinsmühle (0/1), Grabenmühle (1/1), Großharbach (0/22), Herrnberchtheim (45/53), Hinterpfeinach (5/5), Hohlach (20/37), Holzhausen (14/19), Hummelsberg (2/2), Kellermühle (1/1), Kleinharbach (12/12), Langensteinach (43/49), Lichtenau (0/0), Mittlere Mühle (1/1), Mörlbach (31/31), Neuherberg (18/18), Obermühle bei Uffenheim (1/1), Obermühle bei Ermetzhofen (0/1), Rannachmühle (1/1), Riedmühle (1/1), Rudolzhofen (30/30), Seemühle (0/1), Seenheim (13/27), Simmershofen (16/22), Simonsmühle (1/1), Uffenheim (205/205), Ulsenheim (34/88), Uttenhofen (15/19), Unterickelsheim (28/32), Vorderpfeinach (5/7), Walkershofen (0/20), Wallmersbach (48/55), Welbhausen (78/78), Wiebelsheim (0/39).

### Kastenamt Mainbernheim
Das Kastenamt Mainbernheim hatte in folgenden Orten Grundherrschaften:
Hohenfeld (43/78), Mainbernheim (209/209), Michelfeld (35/41).

### Kastenamt Prichsenstadt
Das Kastenamt Prichsenstadt hatte in folgenden Orten Grundherrschaften:
Prichsenstadt (124/124), Kleinschönbach (10/10).

### Kastenamt Castell- oder Kleinlangheim
Das Kastenamt Castell- oder Kleinlangheim hatte in folgenden Orten Grundherrschaften:
Hammermühle (1/1), Haid (12/12), Kastnersmühle (0/1), Kleinlangheim (126/190), Neumühle (1/1), Neuses (33/81), Sandmühle (0/1), Stephansberg (6/6), Stierhöfstetten (18/26), Weidenmühle (1/1), Wiesenbronn (54/148), Wutschenmühle (1/1).

### Vogteiamt Giebelstadt
Das Vogteiamt Giebelstadt hatte nur in Giebelstadt die Grundherrschaft über 29 Anwesen.